# 氯化烯丙基鈀二聚物
氯化烯丙基鈀(II)二聚物是一個化合物，其化學式為(η3-C3H5)2Pd2Cl2。此一黃色且空氣穩定的化合物是有機合成中的一個重要的催化劑。

## 合成與反應
此化合物是經由將一氧化碳通入氯化鈀、氯化鈉和氯丙烯的甲醇水溶液中來製備的。
2Na2PdCl4  +  2 CH2=CHCH2Cl  +  2 CO  +  2 H2O   →   (C3H5)2Pd2Cl2  +  4 NaCl  +  2 CO2  +  4 HCl
氯化烯丙基鈀二聚物會和茂基陰離子反應以給出對應的18e配合物：
(C3H5)2Pd2Cl2  +  2 NaC5H5   →   2  Pd(η3-C3H5)(η5-C5H5)  +  2 NaCl